# Aeroportul Esa'ala
Aeroportul Esa'ala (IATA: ESA) este un aeroport din Milne Bay Province⁠(d), Papua Noua Guinee.
aeroportul dispune de o singură pistă.